# Bernsbach
Bernsbach est une ancienne commune de Saxe (Allemagne), située dans l'arrondissement des Monts-Métallifères. Avec effet au 1er janvier 2013, elle a fusionné avec Lauter sous le nom de Lauter-Bernsbach.

## Jumelage
- Vohenstrauß (Allemagne)